# Vida Reluz
Vida Reluz é uma banda brasileira de Música Católica Popular, originária de São José dos Campos. Foi fundada em 1985 por Walmir Alencar e Cidinha Moraes. A banda já lançou oito álbuns até o momento e duas coletâneas, todos pela gravadora Paulinas-COMEP.

## História
No início,em 1984 a banda fora formada como Grupo da Bíblia, e fazia parte da Sociedade de São Vicente de Paulo da paróquia que frequentavam em São José dos Campos, SP. Após dez anos de carreira, eles conheceram o padre Joãozinho, SCJ, já consagrado compositor e cantor da Paulinas Comep. Ele os indicou para a gravadora  Paulinas Comep e, no dia 15 de agosto em 1995 gravam o chamado "álbum azul", Vida Reluz, seu primeiro CD, lançado em 1996 ganhando disco de ouro se tornando um divisor de águas, inaugurando uma nova era na música católica popular. Trouxe vários hits, entre eles "Acreditar no Amor", "Vinde Espírito Santo", "Quem Não Te Louvará?" e "Perfeito É Quem Te Criou".
Após dois anos, em 1997, o grupo lança o álbum Celebra a Vitória, que foi muito aclamado pela crítica e teve ótima vendagem, também ganhando disco de ouro e se tornando um clássico para a banda. Este álbum mantém a sonoridade do anterior e ousa mais ainda, com guitarras e baixo marcantes, grooves de bateria, teclados e pianos otimamente trabalhados e os vocais que se tornaram marca registrada da banda, trazendo hits como "Deus Quero Louvar-Te", "Declaramos", "Como És Lindo" e a faixa-título "Celebra a Vitória", que tem participação de Eugênio Jorge. Este álbum extremamente inovador no meio cristão católico e até hoje é mencionado com êxito por conhecedores da música popular católica.
Após o lançamento de Celebra a Vitória.  O vocalista Walmir Alencar deixa a Banda neste ano, para se lançar num sonho pessoal que era formar uma comunidade de vida, embora ainda tivesse grande contato com o grupo.
Após a saída de vários integrantes da primeira formação da banda, novos integrantes entram  e o disco Deus Imenso é lançado em 2000. Este disco foi o primeiro e único a ganhar disco de ouro em 2003 no show de lançamento do cd Deus é Capaz. com a nova formação. São sucessos: "Diante do Rei", "Confia-em Mim", "Quem É Filho de Deus" e a faixa-título "Deus Imenso". Em 2002 o baterista Ramiro Júnior, o segundo baixista Everton Oliveira e o saxofonista Marquinho também decidem deixar a banda, tendo Marquinho se juntado ao já solo Gilbert e formado a dupla Marquinho e Gilbert. Elaine Cristina também deixa a banda para se lançar em carreira solo, tendo gravado em 2004 um CD que leva o seu nome, mas poucos anos depois opta por não continuar a carreira, dedicando-se exclusivamente à sua família.
O grupo segue em frente e em 2003 lança o disco Deus É Capaz, que integra um novo vocalista Felipe Souza para compor o vocal: Cidinha Moraes, Luiz Felipe e Rosana de Pádua. Foi mais um sucesso.
Em 2004 o grupo grava outro trabalho de grande sucesso: Gratidão, lançado em fevereiro de 2005. Gratidão foi melhor que o predecessor e lançou sucessos como "Nome Maravilhoso", "Celebramos", "O Amado" e "Gratidão" com a participação de Ricardo de Sá. Em 7 de setembro de 2005, comemorando os vinte anos de carreira da banda, eles decidem gravar um show, cujo registro em CD e DVD resulta no aclamado álbum ao vivo Vida Reluz - Ao Vivo, um marco no meio católico e grande sucesso.
Em 2009, a banda recebeu um convite para gravar um CD do produtor pela comunidade católica Canção Nova, e lança o disco Toma o Teu Lugar, Senhor.
De volta à Paulinas-COMEP, da Banda Vida Reluz lança em 2012 o CD Restaurado pra Adorar, produzido pelo amigo Walmir Alencar.
No dia 19 de Fevereiro de 2019, o vocalista Luiz Felipe anuncia a sua saída da banda Vida Reluz, por meio de suas redes sociais, após ter sido vocalista por 20 anos, por fazer um caminho discipular.

## Discografia
| Ano  | Álbum                    | Vendagem     | Certificação |
| ---- | ------------------------ | ------------ | ------------ |
| 1996 | Vida Reluz               | 100.000+     | Ouro         |
| 1997 | Celebra a Vitória        | 100.000+     | Ouro         |
| 2000 | Deus Imenso              | 100.000+     | Ouro         |
| 2003 | Deus É Capaz             | desconhecido | —            |
| 2005 | Gratidão                 | desconhecido | —            |
| 2005 | Vida Reluz - Ao Vivo     | desconhecido | —            |
| 2009 | Toma o Teu Lugar, Senhor | desconhecido | —            |
| 2012 | Restaurado pra Adorar    | desconhecido | —            |

### Coletâneas
| Ano  | Álbum            | Vendagem     | Certificação |
| ---- | ---------------- | ------------ | ------------ |
| 2008 | Grandes Momentos | desconhecido | —            |
| 2011 | Série Ouro       | desconhecido | —            |

## Videografia
- 1998 — Vida Reluz e Pe. Joãozinho (VHS)
- 2005 — Vida Reluz - Ao Vivo (DVD)

## Prêmios
| Ano  | Recipiente       | Categoria                                                   | Resultado |
| ---- | ---------------- | ----------------------------------------------------------- | --------- |
| 2009 | Grandes Momentos | I Troféu Louvemos o Senhor - Categoria 17: Melhor Coletânea | Venceu    |